# دان لاکسوو
دان لاکسوو (انگلیسی: Dan Laksov); (۱۰ ژوئیهٔ ۱۹۴۰ – ۲۵ اکتبر ۲۰۱۳) ریاضیدان و فعال حقوق بشر اهل نروژ و سوئد بود.

## زندگی‌نامه
دان لاکسوو فارغ‌التحصیل رشته ریاضیات از دانشگاه برگن بود و در مؤسسه فناوری ماساچوست دکترای خود را اخذ کرد. دان همچنین استاد ریاضیات در مؤسسه سلطنتی فناوری کی‌تی‌اچ استکهلم سوئد و مدیر مؤسسه میتاگ- لفر (Mittag-Leffer) بود و به عنوان سردبیر مجله مؤسسه آکتا متمتیکا خدمت کرد. مشارکت اصلی او در جبر، هندسه جبری و محاسبات شوبرت که شعبه‌ای از هندسه جبری است، بود. علاوه بر این وی عضو آکادمی علمی نروژ بود. او در سال ۲۰۰۸ مدرک افتخاری دانشگاه برگن را دریافت نمود.
لاکسوو در سال ۱۹۴۰همزمان با اشغال آلمان نازی در اسلو، نروژ، دریک خانواده یهودی به دنیا آمد. او فرزند آمالی لاکسوو شیر و هوکان لاکسوو بود. لاکسوو درکتاب خود با نام درچنین شیبی، به تاریخ اخراج یهودیان از نروژ نوشته کریستین اوتوسن، و فرار آمالی و دان از نروژ درنوامبر ۱۹۴۰ اشاره کرده‌است. هوکان و چهار برادر آمالی، در بین یهودیان نروژی بودند که دستگیرشده و به اردوگاه آشویتس منتقل شده، کشته شدند. آپارتمان این خانواده توسط هابیورن استرینگ رهبر جوان نازی، به تصرف درآمد. اما پس از جنگ به ایشان مسترد شد.

## میراث و مرگ
در سال ۱۹۴۵، دان به اسلو بازگشت و در آن جا همراه با پدر و مادربزرگش زندگی کرد، حال آن‌که آمالی به برگن رفت. در سال ۱۹۸۳ آمالی لاکسوو بنیاد خیریه‌ای را برای حقوق بشر به نام صندوق یاد بود آمالی تأسیس کرد. دان لاکسوو عضو هیت مدیره این بنیاد و عضو کمیته‌ای بود که اهدا جایزه لاکسوو را برای حقوق بشر بنیاد گذاشت. آمالی لاکسوو در سال ۲۰۰۸ در ۹۷سالگی درگذشت، درحالی‌که دان لاکسوو در استکهلم در اکتبر ۲۰۱۳ درگذشت.